# Pakisztán az 1960. évi nyári olimpiai játékokon
Pakisztán az olaszországi Rómában megrendezett 1960. évi nyári olimpiai játékok egyik részt vevő nemzete volt. Az országot az olimpián 7 sportágban 44 sportoló képviselte, akik összesen 2 érmet szereztek.

## Érmesek
| Érem  | Versenyző | Sportág   | Versenyszám        |
| ----- | --- | --------- | ------------------ |
| Arany | Nemzeti válogatott Bashir Ahmad Mushtaq Ahmad Noor Alam Habib Ali Kiddie Khursheed Aslam Naseer Bunda Abdul Hamid Manzoor Hussain Atif Anwar Khan Motiullah Khan Abdul Rashid Ghulam Rasul Abdul Vahid | Gyeplabda | Férfi              |
| Bronz | Muhammed Bashir | Birkózás  | Szabadfogás, 73 kg |

## Atlétika
| Versenyző                                                 | Versenyszám     | Előfutam      | Előfutam      | Negyeddöntő | Negyeddöntő | Elődöntő | Elődöntő | Döntő   | Döntő    |
| Versenyző                                                 | Versenyszám     | Idő           | Hely.         | Idő         | Hely.       | Idő      | Hely.    | Idő     | Helyezés |
| --------------------------------------------------------- | --------------- | ------------- | ------------- | ----------- | ----------- | -------- | -------- | ------- | -------- |
| Abdul Khaliq                                              | 200 m           | 23,1          | 6.            | kiesett     | kiesett     | kiesett  | kiesett  | kiesett | kiesett  |
| Abdul Khaliq                                              | 100 m           | 11,2          | 7.            | kiesett     | kiesett     | kiesett  | kiesett  | kiesett | kiesett  |
| Iftikhar Shah                                             | 100 m           | nem ért célba | nem ért célba | kiesett     | kiesett     | kiesett  | kiesett  | kiesett | kiesett  |
| Mubarak Shah                                              | 5000 m          | 15:43,0       | 12.           |             |             |          |          | kiesett | kiesett  |
| Mubarak Shah                                              | 3000 m akadály  | 9:20,0        | 9.            |             |             |          |          | kiesett | kiesett  |
| Abdul Malik                                               | 110 m gát       | 15,4          | 6.            | kiesett     | kiesett     | kiesett  | kiesett  | kiesett | kiesett  |
| Ghulam Raziq                                              | 110 m gát       | 14,6          | 3.            | 14,4        | 3.          | 14,3     | 4.       | kiesett | kiesett  |
| Muhammad Yaqub                                            | 400 m gát       | 52,8          | 5.            |             | kiesett     | kiesett  | kiesett  | kiesett |          |
| Abdul Malik Muhammad Ramzan Ali Ghulam Raziq Abdul Khaliq | 4 × 100 m váltó | 42,5          | 3.            |             | 42,8        | 6.       | kiesett  | kiesett |          |

| Versenyző           | Versenyszám   | Selejtező                | Selejtező                | Döntő    | Döntő    |
| Versenyző           | Versenyszám   | Eredmény                 | Helyezés                 | Eredmény | Helyezés |
| ------------------- | ------------- | ------------------------ | ------------------------ | -------- | -------- |
| Allah Ditta         | Rúdugrás      | 400 cm                   | 26.                      | kiesett  | kiesett  |
| Muhammad Ramzan Ali | Távolugrás    | érvényes kísérlet nélkül | érvényes kísérlet nélkül | kiesett  | kiesett  |
| Muhammad Khan       | Hármasugrás   | 14,43 m                  | 34.                      | kiesett  | kiesett  |
| Haider Khan         | Súlylökés     | 13,53 m                  | 24.                      | kiesett  | kiesett  |
| Haider Khan         | Diszkoszvetés | 46,57 m                  | 33.                      | kiesett  | kiesett  |
| Muhammad Iqbal      | Kalapácsvetés | 60,86 m                  | 11.                      | 61,79 m  | 12.      |
| Muhammad Nawaz      | Gerelyhajítás | 70,05 m                  | 20.                      | kiesett  | kiesett  |

## Birkózás
Szabadfogású
| Versenyző           | Versenyszám | 1. forduló                                | 1. forduló | 1. forduló | 2. forduló                          | 2. forduló | 2. forduló | 3. forduló                           | 3. forduló | 3. forduló | 4. forduló                       | 4. forduló | 4. forduló | 5. forduló                           | 5. forduló | 5. forduló | 6. forduló        | 6. forduló | 6. forduló | Döntő                                                        | Döntő   | Döntő   | Helyezés |
| Versenyző           | Versenyszám | Ellenfél Eredmény                         | Pont       | Hely.      | Ellenfél Eredmény                   | Pont       | Hely.      | Ellenfél Eredmény                    | Pont       | Hely.      | Ellenfél Eredmény                | Pont       | Hely.      | Ellenfél Eredmény                    | Pont       | Hely.      | Ellenfél Eredmény | Pont       | Hely.      | Ellenfél Eredmény                                            | Pont    | Hely.   | Helyezés |
| ------------------- | ----------- | ----------------------------------------- | ---------- | ---------- | ----------------------------------- | ---------- | ---------- | ------------------------------------ | ---------- | ---------- | -------------------------------- | ---------- | ---------- | ------------------------------------ | ---------- | ---------- | ----------------- | ---------- | ---------- | ------------------------------------------------------------ | ------- | ------- | -------- |
| Din Nawab           | 52 kg       | Seán O'Connor (IRL) · kétvállas           | 0          | =1.        | Nikola Vasilev Dimitrov (BUL) · 1-3 | 1          | =4.        | Macubara Maszajuki (JPN) · kétvállas | 5          | 9.         | Ahmet Bilek (TUR) · kétvállas    | 9          | 9.         | kiesett                              | kiesett    | kiesett    | kiesett           | kiesett    | kiesett    | kiesett                                                      | kiesett | kiesett | 9.       |
| Muhammad Siraj-Din  | 57 kg       | Walter Pilling (GBR) · kétvállas          | 0          | =1.        | Tauno Jaskari (FIN) · 3-1           | 3          | =7.        | Mihail Sahov (URS) · 3-1             | 6          | =10.       | kiesett                          | kiesett    | kiesett    | kiesett                              | kiesett    | kiesett    |                   |            |            | kiesett                                                      | kiesett | kiesett | 10.      |
| Muhammad Akhtar     | 62 kg       | Muhammad Ibrahim Khedri (AFG) · kétvállas | 0          | =1.        | Tamiji Sato (JPN) · 3-1             | 3          | =6.        | Jan Żurawski (POL) · 1-3             | 4          | =7.        | Vlagyimir Rubasvili (URS) · 1-3  | 5          | 6.         | Mustafa Dağıstanlı (TUR) · kétvállas | 9          | 6.         | kiesett           | kiesett    | kiesett    | kiesett                                                      | kiesett | kiesett | 6.       |
| Muhammad Ashraf-Din | 67 kg       | Moustafa Tajiki (IRI) · kétvállas         | 4          | =22.       | Nick Stamulus (AUS) · 1-3           | 5          | =15.       | Roger Bielle (FRA) · 1-3             | 6          | =12.       | kiesett                          | kiesett    | kiesett    | kiesett                              | kiesett    | kiesett    |                   |            |            | kiesett                                                      | kiesett | kiesett | 12.      |
| Muhammed Bashir     | 73 kg       | Peter Amey (GBR) · kétvállas              | 0          | =1.        | Juan Rolón (ARG) · 1-3              | 1          | =3.        | Imam-Ali Habibi (IRI) · 3-1          | 4          | =5.        | Karl Bruggmann (SUI) · kétvállas | 4          | =4.        | Gaetano De Vescovi (ITA) · 1-3       | 5          | 3.         |                   |            |            | İsmail Oğan (TUR) · 3-1 · Douglas Blubaugh (USA) · kétvállas | 12      | 3.      |          |
| Muhammad Faiz       | 79 kg       | erőnyerő                                  | 0          | =1.        | Takashi Nagai (JPN) · 3-1           | 3          | =8.        | Mohammad Asif Kohkan (AFG) · 1-3     | 4          | =6.        | visszalépett                     | 4          | 11.        |                                      |            |            |                   |            |            | kiesett                                                      | kiesett | kiesett | 11.      |
| Muhammad Nazir      | +87 kg      | Ljutvi Ahmedov (BUL) · kétvállas          | 4          | =11.       | Nizam-ud-din Subhani (AFG) · 1-3    | 5          | 12.        | Hamit Kaplan (TUR) · kétvállas       | 9          | 12.        | kiesett                          | kiesett    | kiesett    | kiesett                              | kiesett    | kiesett    |                   |            |            | kiesett                                                      | kiesett | kiesett | 12.      |

## Gyeplabda
| Pakisztáni férfi gyeplabdacsapat-játékoskeret                                                                | Pakisztáni férfi gyeplabdacsapat-játékoskeret                                                    |
| --- | ------------------------------------------------------------------------------------------------ |
| - Bashir Ahmad - Mushtaq Ahmad - Noor Alam - Habib Ali Kiddie - Khursheed Aslam - Naseer Bunda - Abdul Hamid | - Manzoor Hussain Atif - Anwar Khan - Motiullah Khan - Abdul Rashid - Ghulam Rasul - Abdul Vahid |

### Eredmények
| Színmagyarázat                                                                                           |
| --- |
| A csoportok első két helyezettje bejutott a negyeddöntőbe.                                               |
| A csoportok harmadik helyezettjei a 9–12. helyért, a negyedik helyezettjei a 13–16. helyért játszhattak. |

Csoportkör
B csoport
| Csapat              | M | Gy | D | V | G+ | G– | Gk  | P |
| ------------------- | - | -- | - | - | -- | -- | --- | - |
| Pakisztán (PAK)     | 3 | 3  | 0 | 0 | 21 | 0  | +21 | 6 |
| Ausztrália (AUS)    | 3 | 1  | 1 | 1 | 9  | 5  | +4  | 3 |
| Lengyelország (POL) | 3 | 1  | 1 | 1 | 3  | 10 | –7  | 3 |
| Japán (JPN)         | 3 | 0  | 0 | 3 | 2  | 20 | –18 | 0 |

| 1960. augusztus 26. 10:00 | Pakisztán (PAK)                     | 3 – 0   | Ausztrália (AUS) | Stadio dei Marmi Játékvezetők: Van Ballgoijen de Jong (NED), Elgershuizen (NED) |
| 1960. augusztus 26. 10:00 | Hamid 48' · Alam 53' · M. Ahmad 56' | (0 – 0) |                  | Stadio dei Marmi Játékvezetők: Van Ballgoijen de Jong (NED), Elgershuizen (NED) |

| 1960. augusztus 29. 16:30 | Pakisztán (PAK)                                                          | 8 – 0   | Lengyelország (POL) | Stadio dei Marmi Játékvezetők: Whitelaw (GBR), McIldowie (RSA) |
| 1960. augusztus 29. 16:30 | Hamid 6', 24', 55' · Alam 18' · M. Khan 22' · Vahid 45', 69' · Bunda 60' | (4 – 0) |                     | Stadio dei Marmi Játékvezetők: Whitelaw (GBR), McIldowie (RSA) |

| 1960. szeptember 1. 10:00 | Pakisztán (PAK)                                                            | 10 – 0  | Japán (JPN) | Olympic Velodrome Játékvezetők: H. Singh (IND), Burgess (GBR) |
| 1960. szeptember 1. 10:00 | Vahid 21', 30' · Hamid 24', 37', 50', 51' · Bunda 33', 45', 60' · Khan 59' | (4 – 0) |             | Olympic Velodrome Játékvezetők: H. Singh (IND), Burgess (GBR) |

Negyeddöntő
| 1960. szeptember 5. 14:30 | Pakisztán (PAK) | 2 – 1   | Egyesült Német Csapat (EUA) | Olympic Velodrome Játékvezetők: Asselman (BEL), de Bourguignon (BEL) |
| 1960. szeptember 5. 14:30 | Bunda 22', 62'  | (1 – 0) | Delmes 52'                  | Olympic Velodrome Játékvezetők: Asselman (BEL), de Bourguignon (BEL) |

Elődöntő
| 1960. szeptember 7. 10:00 | Pakisztán (PAK) | 1 – 0   | Spanyolország (ESP) | Olympic Velodrome Játékvezetők: MacDowell (AUS), Massart (BEL) |
| 1960. szeptember 7. 10:00 | Atif 12'        | (1 – 0) |                     | Olympic Velodrome Játékvezetők: MacDowell (AUS), Massart (BEL) |

Döntő
| 1960. szeptember 9. 15:30 | Pakisztán (PAK) | 1 – 0   | India (IND) | Olympic Velodrome Játékvezetők: MacDowell (AUS), Massart (BEL) |
| 1960. szeptember 9. 15:30 | Bunda 6'        | (1 – 0) |             | Olympic Velodrome Játékvezetők: MacDowell (AUS), Massart (BEL) |

| Csapat          | Helyezés |
| --------------- | -------- |
| Pakisztán (PAK) |          |

## Kerékpározás

### Pálya-kerékpározás
Sprintverseny
| Versenyző           | Versenyszám  | 1. forduló                                         | 1. forduló | Vigaszág selejtező           | Vigaszág selejtező | Vigaszág döntő         | Vigaszág döntő | Nyolcaddöntő           | Nyolcaddöntő | Vigaszág selejtező     | Vigaszág selejtező | Vigaszág döntő       | Vigaszág döntő | Negyeddöntő          | Elődöntő             | Döntő                | Helyezés    |
| Versenyző           | Versenyszám  | Ellenfelek Győztes idő                             | Hely.      | Ellenfél Győztes idő         | Hely.              | Ellenfelek Győztes idő | Hely.          | Ellenfelek Győztes idő | Hely.        | Ellenfelek Győztes idő | Hely.              | Ellenfél Győztes idő | Hely.          | Ellenfél Győztes idő | Ellenfél Győztes idő | Ellenfél Győztes idő | Helyezés    |
| ------------------- | ------------ | -------------------------------------------------- | ---------- | ---------------------------- | ------------------ | ---------------------- | -------------- | ---------------------- | ------------ | ---------------------- | ------------------ | -------------------- | -------------- | -------------------- | -------------------- | -------------------- | ----------- |
| Muhammad Ashiq      | Férfi egyéni | André Gruchet (FRA) · Herbert Francis (USA) · 11,6 | 3.         | Luis Muciño (MEX) · 12,8     | 2.                 | kiesett                | kiesett        | kiesett                | kiesett      | kiesett                | kiesett            | kiesett              | kiesett        | kiesett              | kiesett              | kiesett              | helyezetlen |
| Abdul Razzaq Baloch | Férfi egyéni | Kurt Rechsteiner (SUI) · Luis Muciño (MEX) · 11,7  | 3.         | Herbert Francis (USA) · 12,1 | 2.                 | kiesett                | kiesett        | kiesett                | kiesett      | kiesett                | kiesett            | kiesett              | kiesett        | kiesett              | kiesett              | kiesett              | helyezetlen |

Időfutam
| Versenyző      | Versenyszám  | Idő     | Helyezés |
| -------------- | ------------ | ------- | -------- |
| Muhammad Ashiq | Férfi egyéni | 1:20,17 | 25.      |

## Ökölvívás
| Versenyző       | Versenyszám  | Selejtező         | 32-es főtábla                   | Nyolcaddöntő               | Negyeddöntő       | Elődöntő          | Döntő             | Helyezés |
| Versenyző       | Versenyszám  | Ellenfél Eredmény | Ellenfél Eredmény               | Ellenfél Eredmény          | Ellenfél Eredmény | Ellenfél Eredmény | Ellenfél Eredmény | Helyezés |
| --------------- | ------------ | ----------------- | ------------------------------- | -------------------------- | ----------------- | ----------------- | ----------------- | -------- |
| Muhammad Nasir  | Harmatsúly   | erőnyerő          | Sadegh Khoi (IRI) · 4-1         | Thein Myint (BIR) · 0-5    | kiesett           | kiesett           | kiesett           | 9.       |
| Ghulam Sarwar   | Könnyűsúly   | erőnyerő          | Adalberto Hernández (MEX) · 1-4 | kiesett                    | kiesett           | kiesett           | kiesett           | 17.      |
| Sultan Mahmoud  | Középsúly    |                   | Tadeusz Walasek (POL) · 0-5     | kiesett                    | kiesett           | kiesett           | kiesett           | 17.      |
| Muhammad Safdar | Félnehézsúly |                   | erőnyerő                        | Giulio Saraudi (ITA) · 0-5 | kiesett           | kiesett           | kiesett           | 9.       |

## Sportlövészet
Férfi
| Versenyző            | Versenyszám                    | Selejtező | Selejtező | Selejtező | Döntő   | Döntő    |
| Versenyző            | Versenyszám                    | Csoport   | Pont      | Helyezés  | Pont    | Helyezés |
| -------------------- | ------------------------------ | --------- | --------- | --------- | ------- | -------- |
| Muhammad Iqbal       | Gyorstüzelő pisztoly           |           |           |           | 501     | 55.      |
| Zafar Ahmed Muhammad | Szabadpisztoly                 | A         | 289       | 31.       | kiesett | 63.      |
| Abdul Aziz Wains     | Szabadpuska, összetett (300 m) | A         | 487       | 19.       | kiesett | 38.      |
| Saifi Chaudhry       | Sportpuska, fekvő              | A         | 373       | 39.       | kiesett | 75.      |
| Saifi Chaudhry       | Sportpuska, összetett          | B         | 506       | 34.       | kiesett | 66.      |

## Súlyemelés
| Versenyző        | Versenyszám | Nyomás                   | Nyomás                   | Szakítás | Szakítás | Lökés    | Lökés    | Összesen | Helyezés |
| Versenyző        | Versenyszám | Eredmény                 | Helyezés                 | Eredmény | Helyezés | Eredmény | Helyezés | Összesen | Helyezés |
| ---------------- | ----------- | ------------------------ | ------------------------ | -------- | -------- | -------- | -------- | -------- | -------- |
| Muhammad Azam    | 56 kg       | érvényes kísérlet nélkül | érvényes kísérlet nélkül | 82,5     | =18.     | kiesett  | kiesett  | kiesett  | kiesett  |
| Abdul Ghani Butt | 67,5 kg     | érvényes kísérlet nélkül | érvényes kísérlet nélkül | 92,5     | =25.     | 125,0    | =20.     | kiesett  | kiesett  |